# 布盧姆斯伯里 (新澤西州)
布盧姆斯伯里（英語：Bloomsbury）是位於美國新澤西州亨特登縣的自治市鎮。

## 人口
根據2020年美國人口普查的數據，布盧姆斯伯里的面積為2.49平方千米，當中陸地面積為2.42平方千米，而水域面積為0.07平方千米。當地共有人口792人，而人口密度為每平方千米318人。